# 陈祖恩
陈祖恩（1949年5月－）中国历史学家、作家，专于中国近代史和上海历史研究。是上海社会科学院历史研究所特聘研究员。被学界公认为研究在上海日本人群体和其历史的第一人。精通日文。

## 简历
1949年5月出生于上海，祖籍浙江宁波鄞县。早年毕业于上海复旦大学历史系本科、研究生。曾赴日本留学，日本茨城大学研究生。
入中国社会科学院上海社会科学院历史研究所从事研究，是上海社会科学院历史研究所研究员、中国近代史学科教授、上海东华大学人文学院教授、上海社会科学院历史研究所特聘研究员。曾为日本法政大学访问学者，日本神奈川大学访问学者。

## 代表著作
- 中文，按时间顺序[2]：
  - 《历史小故事丛书-泰戈尔》，陈祖恩著（笔名：赵晨）山东人民出版社1981年11月出版。
  - 《历史性审判回忆录--汪伪受审纪实》（朱金元、陈祖恩  著），浙江人民出版社1988年出版。
  - 《蒋经国全传》（王金海、陈祖恩（笔名：佐恩） 著），吉林人民出版社1989年9月出版（至1997年11月第三次印刷）。
  - 《上海近代大事记》（共同编著），上海辞书出版社1989年出版。
  - 《海上十闻人》（陈祖恩、王金海主编），上海人民出版社1990年12月出版。
  - 《刘海粟年谱》（袁志煌，陈祖恩编著），上海人民出版社1992年3月出版。
  - 《中国近代教育史资料汇编·戊戌时期教育》（汤志钧，陈祖恩编），上海教育出版社1993年1月出版。
  - 《民国十将领》（朱金元、陈祖恩 著），上海人民出版社1994年6月出版，团结出版社2010年6月出版。
  - 《上海通史》（共同编著），上海人民出版社1999年出版。
  - 《老明信片.风俗篇》(旧影拾萃丛书)》（于吉昌供图 陈祖恩编撰），上海画报出版社1999年6月出版。
  - 《日本侨民在上海1870-1945》（共同编著），上海辞书出版社2000年7月出版。
  - 《上海通志》（共同编著），上海人民出版社、上海社会科学院出版社2005年12月出版。
  - 《寻访东洋人—近代上海的日本居留民》，陈祖恩著，上海社会科学院出版社2007年1月出版。
  - 《白龙山人王一亭传》（陈祖恩、李华兴 著）上海辞书出版社2007年9月出版。
  - 《上海日侨社会生活史1868-1945》（上海城市社会生活史丛书）陈祖恩著，上海辞书出版社2009年1月出版。
  - 《1945年的历史认识：围绕“终战”的中日对话尝试》（共同编著），中国社会科学文献出版社2010年1月出版。
  - 《上海的日本文化地图》陈祖恩著，上海故事会文化传媒有限公司2010年4月出版。
  - 《老上海城记--西洋人与东洋人》陈祖恩著。上海文艺出版集团、上海锦绣文章出版社2011年6月初版。
  - 《近代上海的百货公司与都市文化》「日」菊池敏夫著，陈祖恩译。上海人民出版社2012年4月初版。
  - 《近代上海日侨社会史》「日」高纲博文著，陈祖恩译。上海人民出版社2014年6月初版。

- 日文，按时间顺序[2]：
  - 《上海人物志》（共同编著），日本东方书店1997年出版。
  - 《上海の日本人社会——戦前の文化·宗教·教育》，日本龙谷大学佛教文化研究所1999年5月出版。
  - 《戦时上海：1937─1945》（共同编著），日本研文出版社2005年4月出版。
  - 《中国における日本租界——重庆・汉口・杭州・上海》（共同编著），日本御茶水书房2006年3月出版。
  - 《1945年の歴史认识　<终戦>をめぐる日中対话の试み》（共同编著），东京大学出版社2009年3月出版。
  - 《上海の日本文化地図》（日文版），上海故事会文化伝媒有限公司2010年6月出版。
  - 《中国・朝鲜における租界の歴史と建筑遗产》（共同编著），日本御茶水书房2010年3月出版。
  - 《上海に生きた日本人―幕末から败戦まで》，大修馆书店2010年6月出版。

## 外部资料
- 新华网：被忽略的人群:日本在上海的侨民（陈祖恩采访）